# Champdor
Champdor är en kommun i departementet Ain i regionen Auvergne-Rhône-Alpes i östra Frankrike. Kommunen ligger  i kantonen Brénod som ligger i arrondissementet Nantua. Kommunens areal är 17,37 km². År 2018 hade Champdor 441 invånare.

## Befolkningsutveckling
Antalet invånare i kommunen Champdor
Referens: INSEE